# Суперкубок Туркменістану з футболу 2005
Суперкубок Туркменістану з футболу 2005  — 1-й розіграш турніру. Матч відбувся 4 грудня 2005 року між чемпіоном Туркменістану клубом МТТУ та володарем кубка Туркменістану клубом Мерв.
| Володар Суперкубка Туркменістану 2005 |
| ------------------------------------- |
|                                       |
| МТТУ Перший титул                     |

## Матч

### Деталі
| 4 грудня 2005 |

| МТТУ                                   | 4:1 | Мерв       |
| -------------------------------------- | --- | ---------- |
| Караданов 5', 67' Шамурадов 86', 90+3' |     | Юзбашян 3' |

| Місцевий стадіон, Балканабат |